# DBDesigner
DBDesigner est un logiciel de conception de base de données sous forme graphique qui intègre tous les niveaux de conception, de modification, de création et de maintenance sur la structure d'une base de données. Il combine une interface conviviale avec des outils puissants qui permettent de générer rapidement des scripts SQL ou XML pour créer les bases conçues ou bien permet la rétro-ingénierie sur des bases existantes pour en extraire la structure et en donner une interprétation graphique.
Y sont également intégrés des greffons permettant de générer des diagrammes de structures des bases, ainsi qu’une mini application en PHP de visualisation/modification basée sur des vues de la base (views).
Par ses capacités, il est donc comparable à des applications telles que Oracle's Designer ou encore theKompany's DataArchitect, à ceci près qu’il s'agit d’un projet libre qui fonctionne sur de nombreux systèmes. Il est distribué sous GPL.
DBDesigner a été développé et optimisé pour être utilisé avec le SGBD relationnel MySQL, lui aussi disponible gratuitement.
Le concepteur de DBDesigner, Michael G. Zinner, ayant intégré la société MySQL AB, a créé le successeur de DBDesigner, MySQL Workbench, toujours disponible gratuitement sur le site de cet éditeur.